# Theridion carinatum
Theridion carinatum är en spindelart som beskrevs av Yin, Peng och Zhang 2005. Theridion carinatum ingår i släktet Theridion och familjen klotspindlar. Inga underarter finns listade i Catalogue of Life.